# 체세포 과돌연변이
체세포 과돌연변이(體細胞過突然變異, 영어: somatic hypermutation, SHM)는 면역글로불린 종류 변환 중에 볼 수 있듯이 면역계가 직면한 새로운 외부 요소(예: 미생물)에 적응하는 세포 메커니즘이다. 친화성 성숙 과정의 주요 구성 요소인 체세포 과돌연변이는 외부 요소(항원)를 인식하는 데 사용되는 B 세포 수용체를 다양화하고 면역계가 새로운 위협에 대한 반응을 조정할 수 있도록 한다. 체세포 과돌연변이는 면역글로불린 유전자의 가변 영역에 영향을 미치는 프로그램화된 돌연변이 과정을 포함한다. 생식세포 돌연변이와 달리 체세포 과돌연변이는 생물의 개별 면역 세포에만 영향을 미치며 돌연변이는 자손에게 전달되지 않는다. 이 메커니즘은 단지 선택적일 뿐이고 정확하게 표적화되지 않기 때문에 체세포 과돌연변이는 B 세포 림프종 및 여러 암의 발생과 강력하게 연관되어 있다.

## 같이 보기
- 체세포 돌연변이
- 면역계
- V(D)J 유전자 재조합
- 면역글로불린 종류 변환

## 참고 문헌
- Franklin, A.; Milburn, P. J.; Blanden, R.V.; Steele, E. J. (2004). "Human DNA polymerase-eta an A-T mutator in somatic hypermutation of rearranged immunoglobulin genes, is a reverse transcriptase". Immunol. Cell Biol. 82 (2): 219–225. doi:10.1046/j.0818-9641.2004.01221.x. PMID 15061777. S2CID 24370183.